# كأس ديفيز 1960
كأس ديفيز 1960 (بالإنجليزية: 1960 Davis Cup)‏ هو الموسم 49 من  كأس ديفيز. أقيم بتاريخ 1960، وفاز فيه منتخب أستراليا لكأس ديفيز.